# Esőkakukkformák
Az esőkakukkformák (Coccyzinae) a madarak osztályának kakukkalakúak (Cuculiformes) rendjébe és a kakukkfélék (Cuculidae) családjába tartozó alcsalád.
Egyes rendszerbesorolások a selyemkakukkformák (Phaenicophaeinae) alcsaládjába sorolják az ide tartozó nemeket.
A Sibley–Ahlquist-féle madárrendszertan Coccyzidae néven önálló családként tárgyalja leválasztva a kakukkfélék közül.

## Rendszerezés
Az alcsaládba  az alábbi 4 nem és 19 faj:
- Coccyzus  (Vieillot, 1816) – 9 faj
  - mangrovekakukk (Coccyzus minor)
  - sárgacsőrű esőkakukk (Coccyzus americanus)
  - feketecsőrű esőkakukk (Coccyzus erythropthalmus)
  - törpeesőkakukk (Coccyzus pumilus)
  - szürke esőkakukk (Coccyzus cinereus)
  - Coccyzus euleri
  - Coccyzus ferrugineus
  - Coccyzus melacoryphus
  - Coccyzus lansbergi

- Hyetornis  (Sclater, 1862) – 2 faj
  - Hyetornis rufigularis
  - Hyetornis pluvialis

- Saurothera  (Vieillot, 1816) – 4 faj
  - Puerto Ricó-i gyíkászkakukk (Saurothera vieilloti)
  - gyíkászkakukk (Saurothera merlini)
  - jamaicai gyíkászkakukk (Saurothera vetula)
  - hispaniolai gyíkászkakukk (Saurothera longirostris)

- Piaya  (Lesson, 1830) – 3 faj
  - mókuskakukk (Piaya cayana)
  - feketecsőrű mókuskakukk (Piaya melanogaster)
  - kis mókuskakukk (Piaya minuta)